# Mamadou Diop (Politiker, 1949)
Mamadou Diop (* 1949) ist ein nigrischer Politiker und Bankmanager. Er war von 2019 bis 2021 Finanzminister Nigers.

## Leben
Mamadou Diop stammt aus der nigrischen Region Zinder. Er besuchte das Lycée national de Niamey, gefolgt von einer Ausbildung in Frankreich. Diop begann seine Laufbahn im Bankwesen bei der Banque internationale pour l’Afrique occidentale (BIAO), bevor er Ende der 1970er Jahre zur Westafrikanischen Zentralbank (BCEAO) in Dakar in Senegal wechselte. Er wurde 1984 Direktor der Nationalagentur für Niger der Westafrikanischen Zentralbank in Niamey. In dieser Funktion löste er seinen Mentor Boukary Adji ab, der zum Finanzminister Nigers berufen worden war.
Während der Nationalkonferenz von 1991, die eine demokratische Neuordnung Nigers nach der Herrschaft des Obersten Militärrats durchführte, galt Diop als ein Kandidat für das Amt des Premierministers. Er stand später politisch der Nigrischen Partei für Demokratie und Sozialismus (PNDS-Tarayya) nahe, wurde jedoch kein Mitglied der Partei. Im Jahr 1997 kehrte er zum Sitz der Westafrikanischen Zentralbank nach Dakar zurück, wo er aufeinanderfolgend die Funktionen eines Beraters des Zentralbankgouverneurs, des Direktors der Finanzabteilung, des Generalsekretärs der Bankenkommission und eines Sonderberaters des Zentralbankgouverneurs bekleidete.
Diop war ab 2009 dazu berechtigt, in den Ruhestand einzutreten. Nachdem Mahamadou Issoufou von der Nigrischen Partei für Demokratie und Sozialismus 2011 zum Staatspräsidenten gewählt worden war, holte er Diop im selben Jahr auf den Niger zustehenden Posten des Vizegouverneurs der Westafrikanischen Zentralbank. Dabei setzte sich Diop gegen den früheren Amtsinhaber Ali Badjo Gamatié durch. Seine Funktionsperiode wurde 2013 für weitere fünf Jahre verlängert. Im Jahr 2018 ging der Posten des Vizegouverneurs auf einen von Senegal bestimmten Kandidaten über.
Staatspräsident Issoufou ernannte Mamadou Diop 2019 als Nachfolger von Hassoumi Massoudou zum Finanzminister Nigers. Im darauffolgenden Jahr übernahm Diop interimsmäßig zusätzlich das Amt des Infrastrukturministers. In der von Staatspräsident Mohamed Bazoum 2021 ernannten Regierung war er nicht mehr vertreten. Als Finanzminister folgte ihm Ahmat Jidoud nach.